# رأس مال فردي
رأس المال الفردي
رأس المال الفردي يمكن أن يكون مال أو فكرة أو نسب إلى آخره مما يخول الفرد. الخيارات الاجتماعية الأكبر حول عرض النقود النظام، الذي أدلى به قياس رفاه السكان ككل.

## تعريف
تم الاعتراف بالمواهب الفردية والمبادرة باعتبارها نوعية غير الملموسة من الأشخاص في الاقتصاد إلى ما لا يقل عن آدم سميث. وميز ذلك (باسم «الشركة») من العمل الذي يمكن بالإكراه وينظر عادة ما مقلد بدقة (علم أو تحويله عن طريق وسائل مثل التلمذة الصناعية).
الاقتصاد الماركسي يشير بدلا من ذلك إلى " الفرد رأس المال الاجتماعي - الأفراد مصادر أيا من الإبداع والابتكار، ولا مهارة إدارة مشكلة مع هذا التحليل هو أنه ببساطة لا يمكن أن يفسر مشكلة استبدال وقلة الطلب الذي يحدث عندما، على سبيل المثال، و. يأخذ الجاهز على دور قيادي، أو مؤلف ثان يتولى كتابة سلسلة كتاب شعبية. وعلى أقل تقدير يجب أن يكون هناك بعض مشروطة، إن لم يكن شركة محددة ثم "فئة معينة"، قدرة خاصة لقيادة أقساط لأداء الشخصية المعلقة.
الاقتصاد الحديث على النقيض من ذلك يشير إلى «الفرد منهم في رأس المال البشري هو... جزءا لا يتجزأ»، وهو ما يعني وجود ارتباط قوي للفرد مع العاصمة التعليمية يتعلمون منه، مع قليل أو بدون رأس المال الاجتماعي النفوذ. هذا هو متعامد إلى وجهة النظر الماركسية، ولكن لا تعارض بالضرورة.
نظرية التنمية البشرية يعكس كلا التمييز: ترى العمل كما العائد من رأس المال الفردي في بنفس الطريقة التي الكلاسيكي الحديث الاقتصاد الكلى يرى رأس المال المالي كما العائد من فكرة أكثر مرونة من رأس المال البشري. ولكن المشكلة تبقى والرعاية الاجتماعية وظيفة الاختيار، فضلا عن العوامل الذاتية في التمويل السلوكي، أدى إلى التحليل الدقيق لل عوامل الإنتاج. وفي الواقع، فإن الهيكل المالي لم يعد يثق كحكم من قيمة الحياة كما كان في الاقتصاد الحديث. المال لا ينظر إليها على أنها قيم -neutral، ولكن كما تجسد مجموعة من